# Музей сучасної російсько-української війни
Музей сучасної російсько-української війни, Музей «Громадянський подвиг Дніпропетровщини в подіях АТО», Музей АТО  — музей, одна з шести філій Дніпропетровського історичного музею ім. Дмитра Яворницького, заснована у січні 2016 року. Складається з внутрішньої (розміщується в приміщенні діорами «Битва за Дніпро») та вуличної експозиції — «Шляхами Донбасу». Вуличну експозицію відкрито 25 травня 2016 року, внутрішню — 23 січня 2017. З липня 2023 року рішенням депутатів обласної ради музей перейменовано на «Музей сучасної російсько-української війни».

## Історія та зміст вуличної експозиції
Створення музею ініційоване представниками Дніпропетровської обласної асоціації об'єднань учасників АТО у січні 2016 за участі волонтерів та громадських діячів. У березні–травні 2016 між будівлями Історичного музею та Обласної наукової бібліотеки змонтовано вуличну експозицію музею — «Шляхами Донбасу», відкриту для відвідувачів 25 травня 2016.
Основна експозиція музею розташована на 600 квадратних метрах першого поверху діорами «Битва за Дніпро». Її урочисте відкриття відбулося 23 січня 2017 року. Серед 2000 експонатів музею: документи, фотографії, нагороди, особисті речі учасників АТО, зразки зброї та медичні інструменти. У мультимедійній залі музею показуються панорамні документальні фільми про військові дії на Сході України.
На вуличній експозиції «Шляхами Донбасу» представлені бойова машина БМП-2, башта танка Т-64, полковий міномет ПМ-43, інші зразки озброєння, а також карета швидкої допомоги (УАЗ-452) та макет блокпосту з бетонних блоків. Центр вуличної експозиції — скульптурна композиція «Вдячність», а також дорога, навколо якої встановлені вказівні знаки з назвами міст Донецької та Луганської областей. За броньованою машиною піхоти встановлено велику металеву конструкцію, що зображує понівечені залишки Донецького аеропорту, і є своєрідним монументом «кіборгам», які обороняли льотовисько протягом 242 днів.

## Історія та зміст внутрішньої експозиції
Експозиція розташована на першому поверсі діорами «Битва за Дніпро», займає вестибюль, відео зал (колишній кіно-лекційний) та зал пам'яті (колишній накопичувальний зал із стіною героїв форсування Дніпра). У вестибюлі (195,3 м2) експозиція розташована на металевих конструкціях, що символізують зруйнований внаслідок бойового протистояння Донецький аеропорт. Стіни затягнуті маскувальною сіткою. На стендах у семи великих комплексах та шести відео-екранах представлено матеріали, які розповідають про громадянський подвиг Дніпропетровщини в подіях АТО. Експозиції висвітлює наступні теми: військові, волонтери, медики, переселенці, капелани та преса.
Зал пам'яті загиблих в зоні АТО (128,2 м2). Представлено 500 фотопортретів загиблих воїнів Українських Збройних Сил та військових формувань, які народились, мешкали, навчались, працювали та призивались до лав армії з Дніпропетровщини. Експонуються комплекси особистих матеріалів майже 50 загиблих (нагороди, документи, книги, елементи військової форми, спорядження, деякі зі слідами попадання смертельних куль та уламків снарядів, рештки озброєння, ікони, запальнички, годинники, шахи, речі, що свідчать про захоплення, професійну діяльність загиблих бійців тощо).
Музей має відеозал площею 150 м2, де демонструється панорамний відеофільм «Дніпро — форпост Украïни» про Дніпропетровщину в подіях АТО 2014—2016 року, створений співзасновницею музею Наталією Хазан, режисером Євгеном Тітаренком та іншими волонтерами.
Музей є однією з найпопулярніших філій Дніпровського історичного музею. За перший місяць роботи внутрішню експозицію музею оглянули більше 6 тисяч відвідувачів, серед яких Президент України Петро Порошенко, вищі посадовці (зокрема, міністр МЗС України Павло Клімкін і в.о. міністра МОЗ України Уляна Супрун) та численні іноземні делегації. Відвідав музей і Міністр культури України Євген Нищук

## Галерея

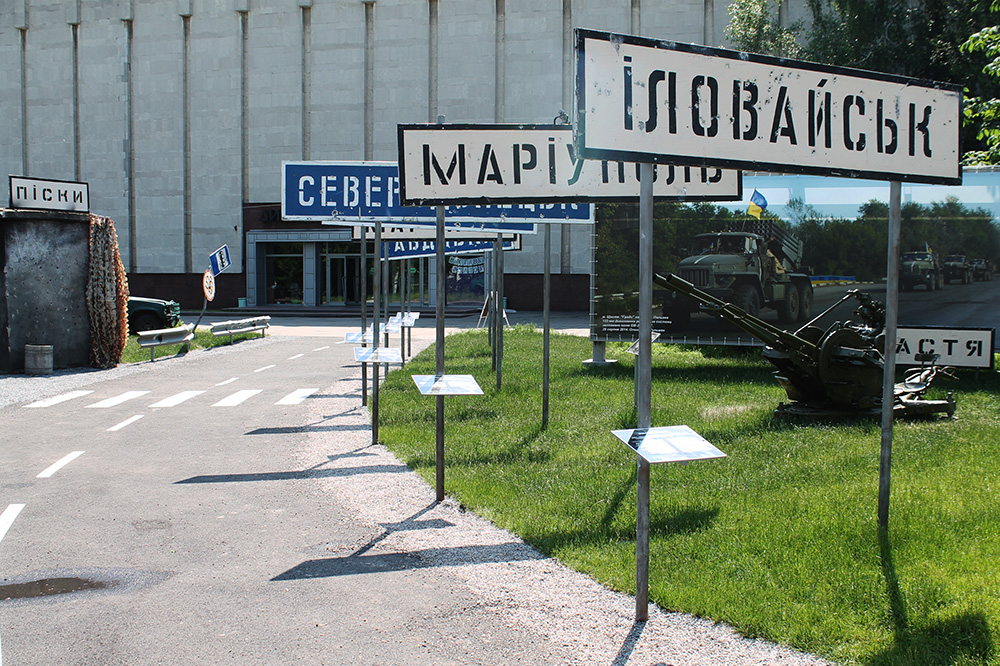
Дорожні знаки з назвами міст Донбасу, на тлі – діорама «Битва за Дніпро»
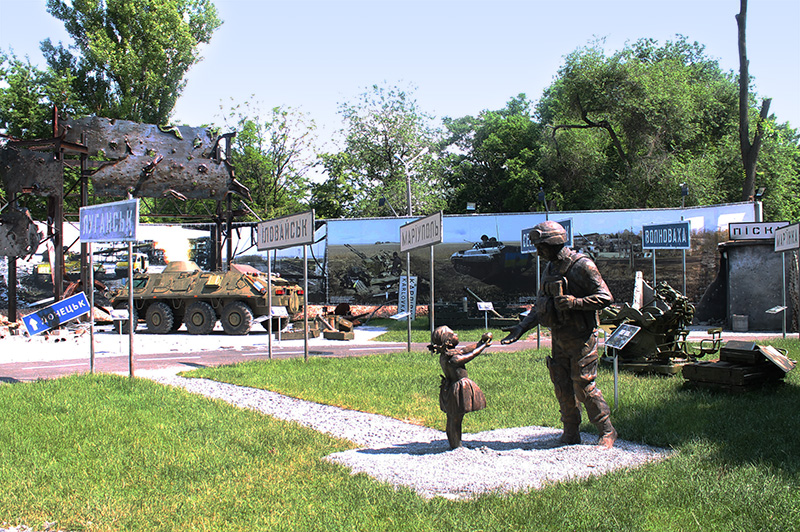
Скульптура «Солдат і дівчинка»
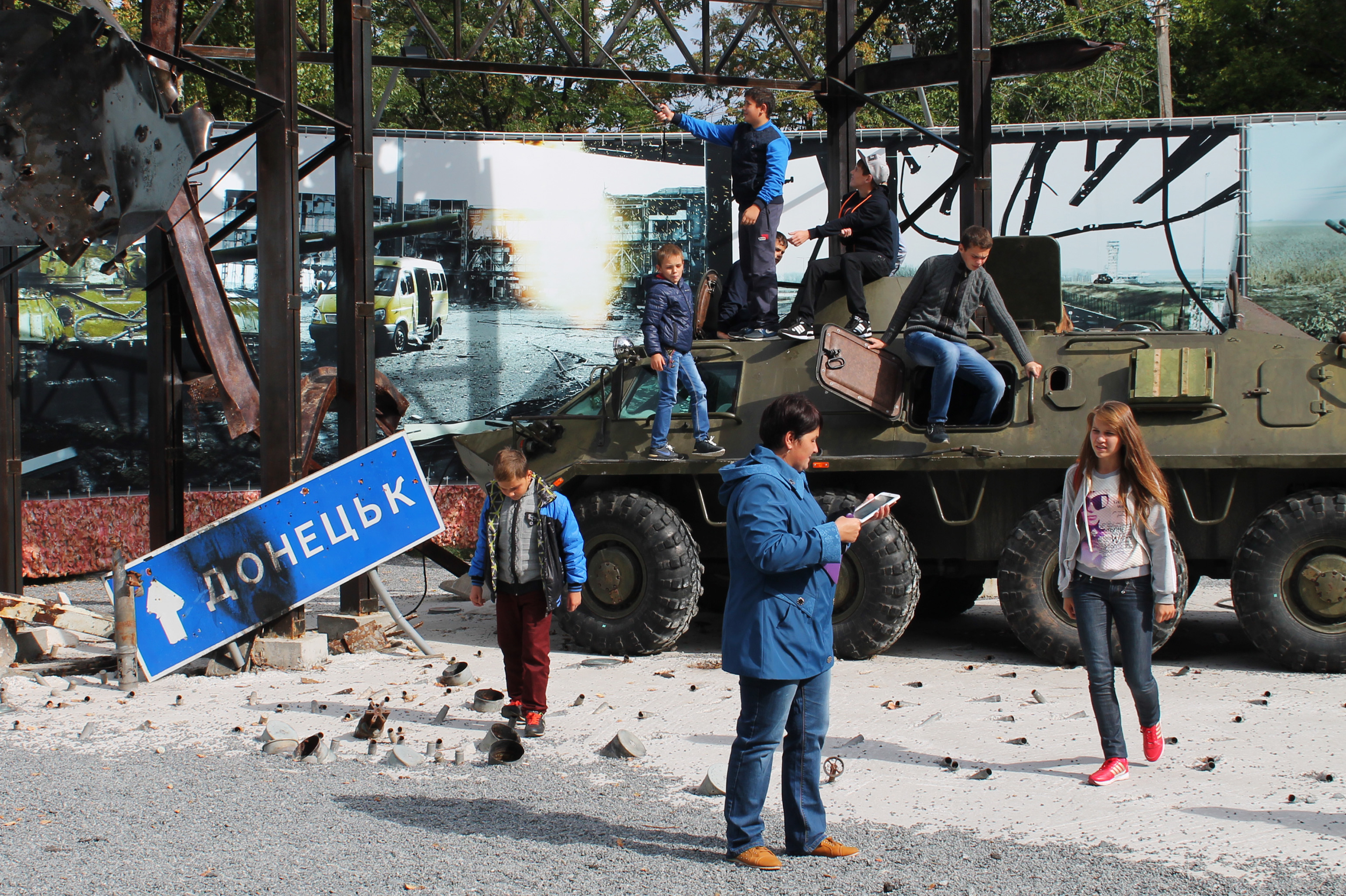
БТР під символічними руїнами Донецького аеропорту
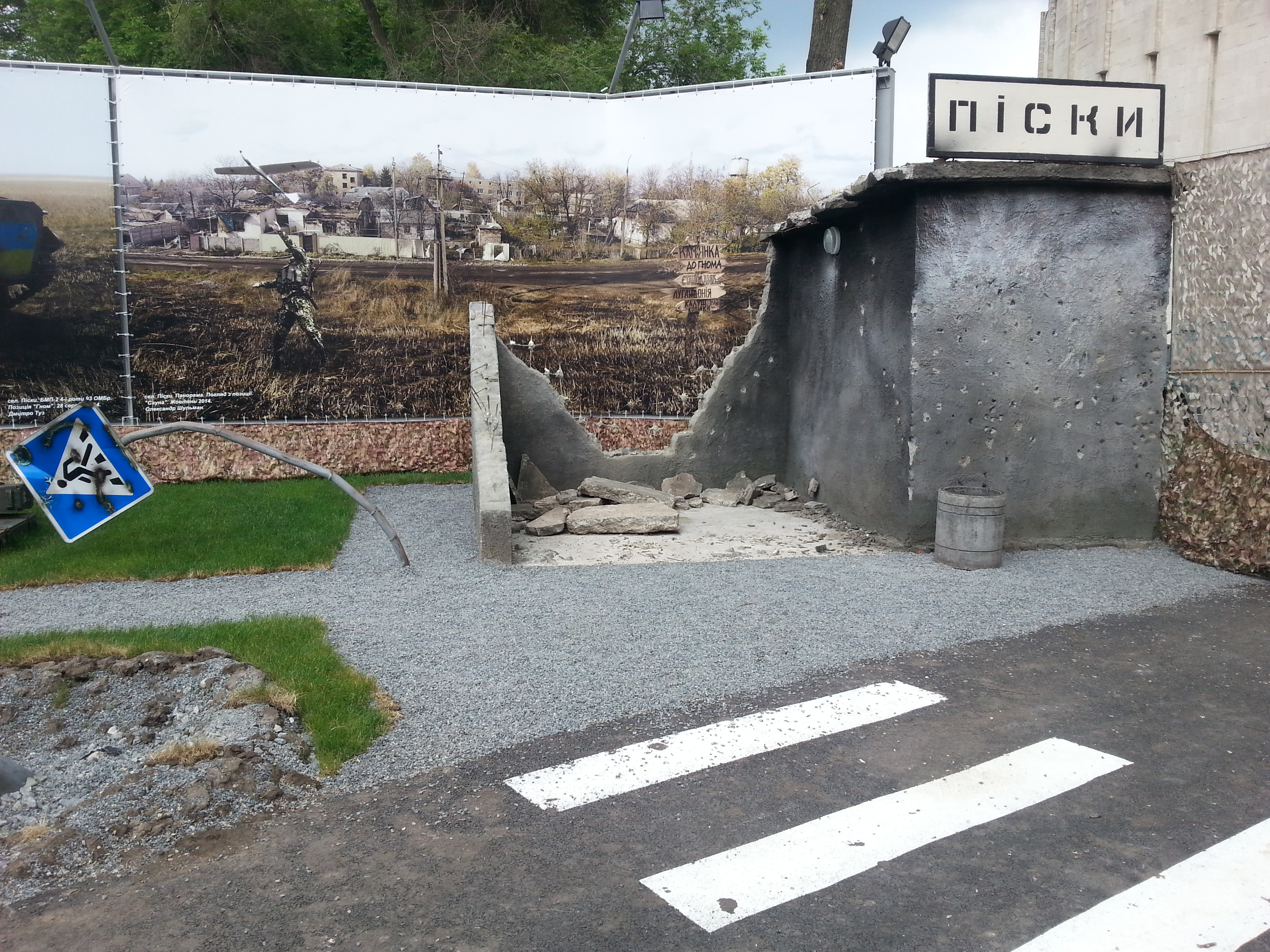
Макет зупинки у Пісках
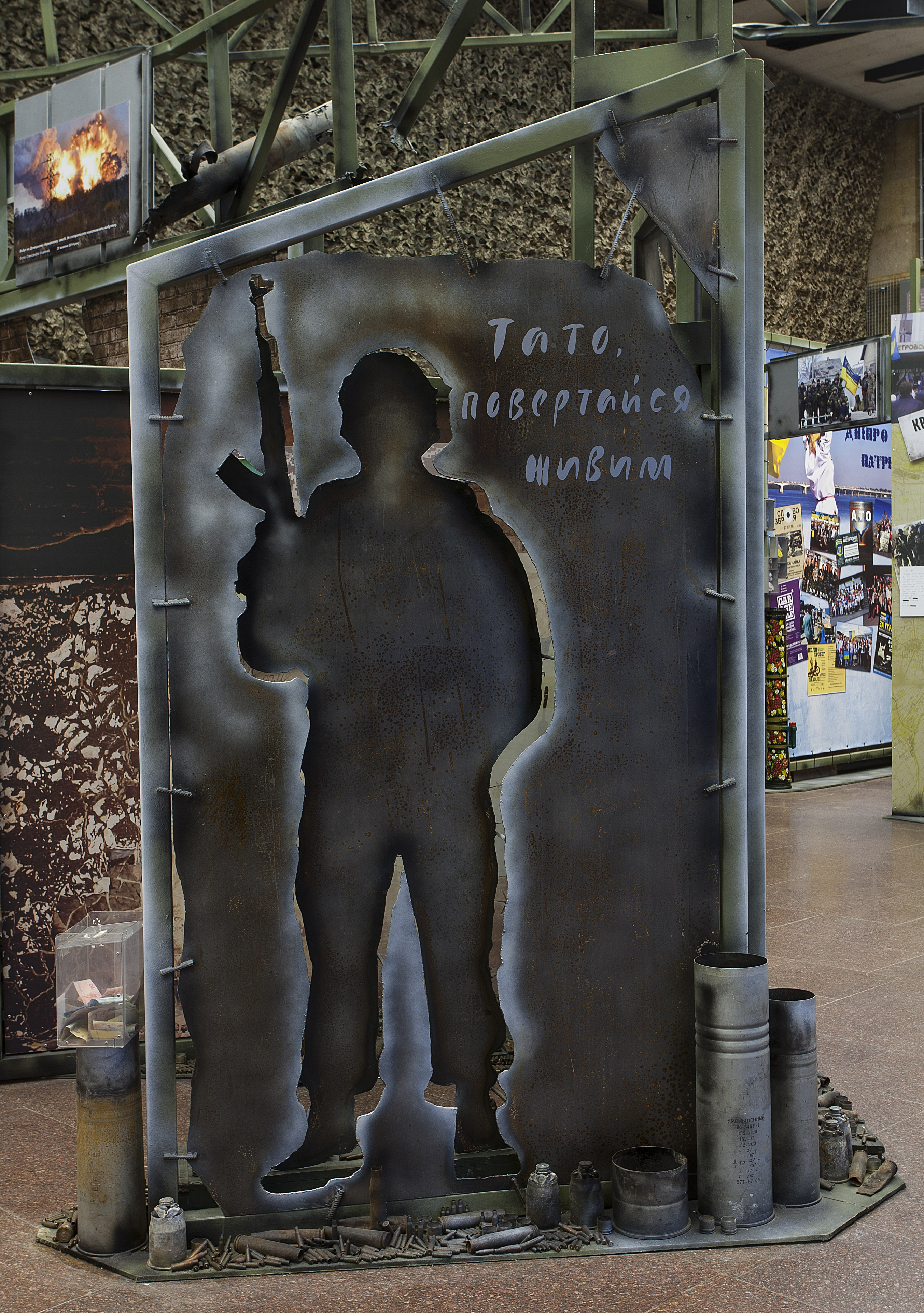
Образ "Кіборга", 2017
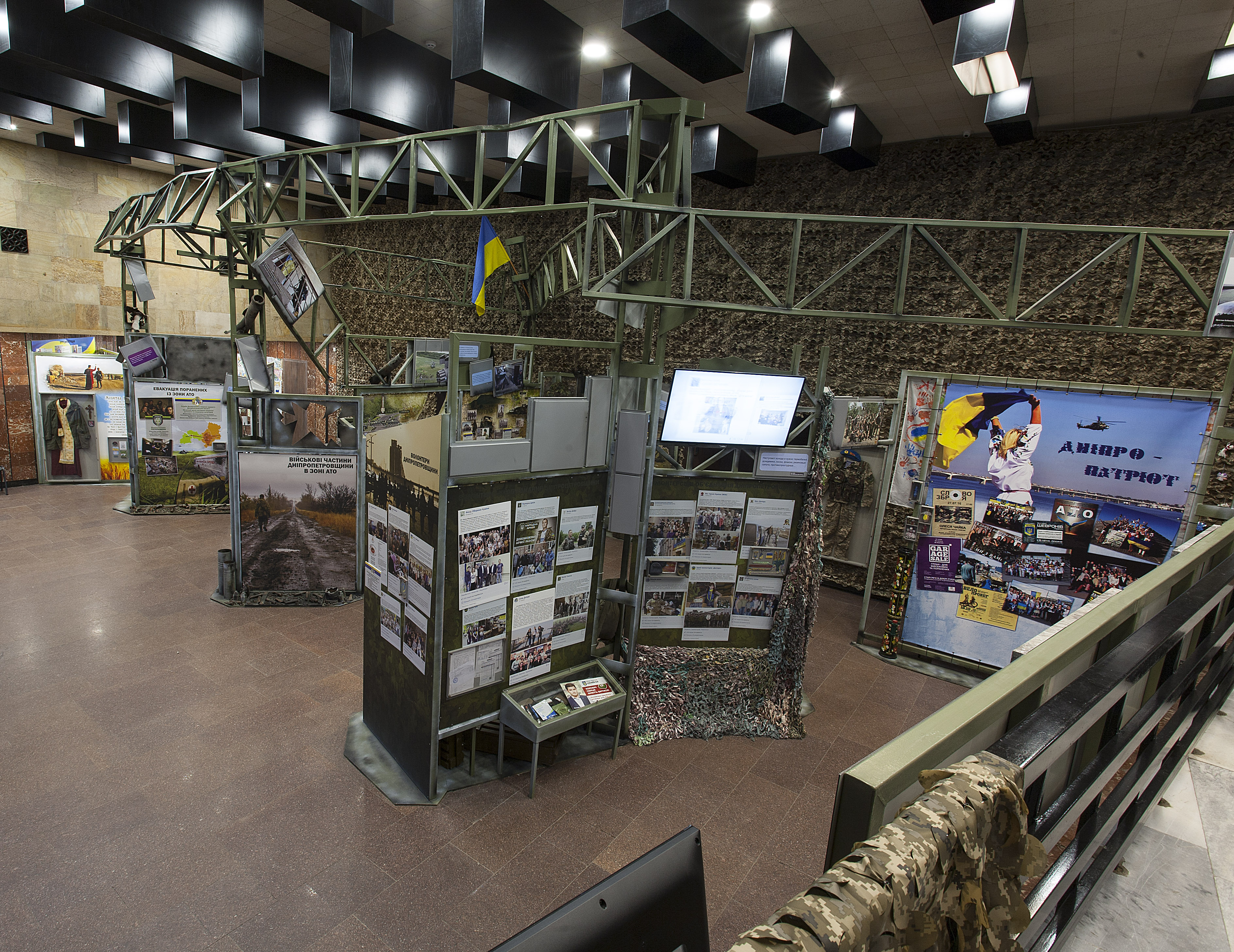
Експозиція музей, вид зверху, 2017
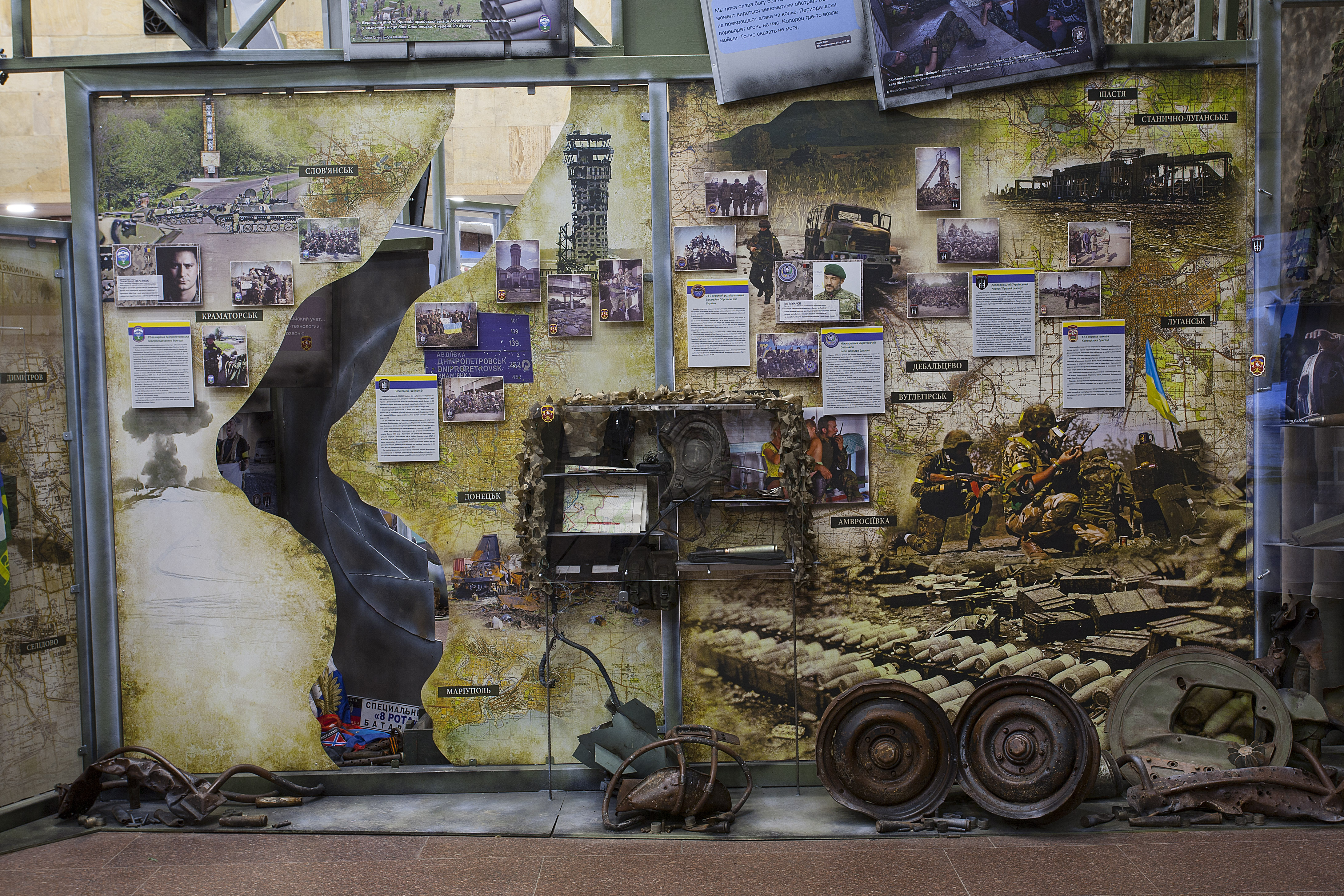
Експозиція присвячена військовим, 2017
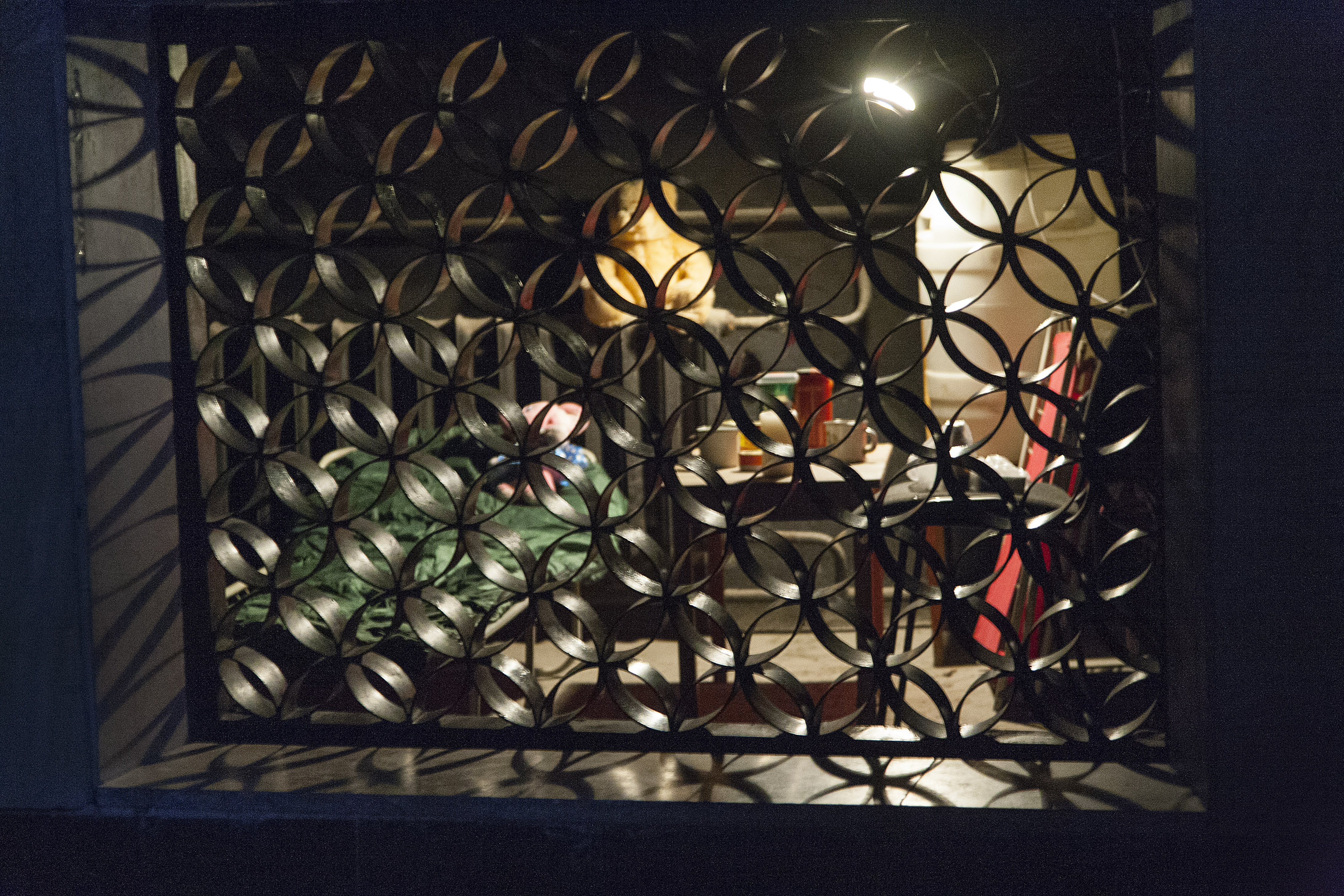
Інтер'єр куточка мешканця окупованої території, бомбосховище 2017
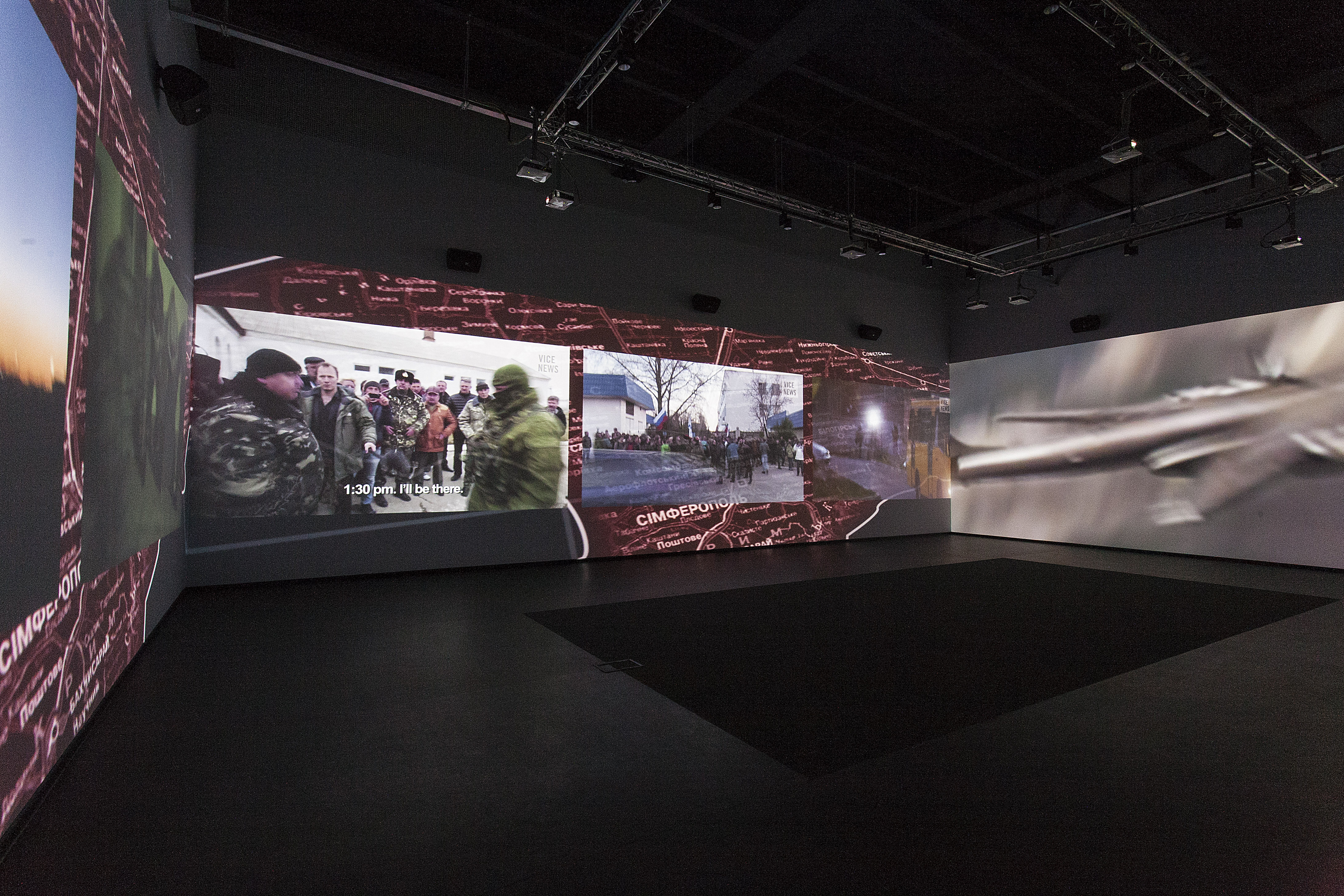
Кінозал, 2017
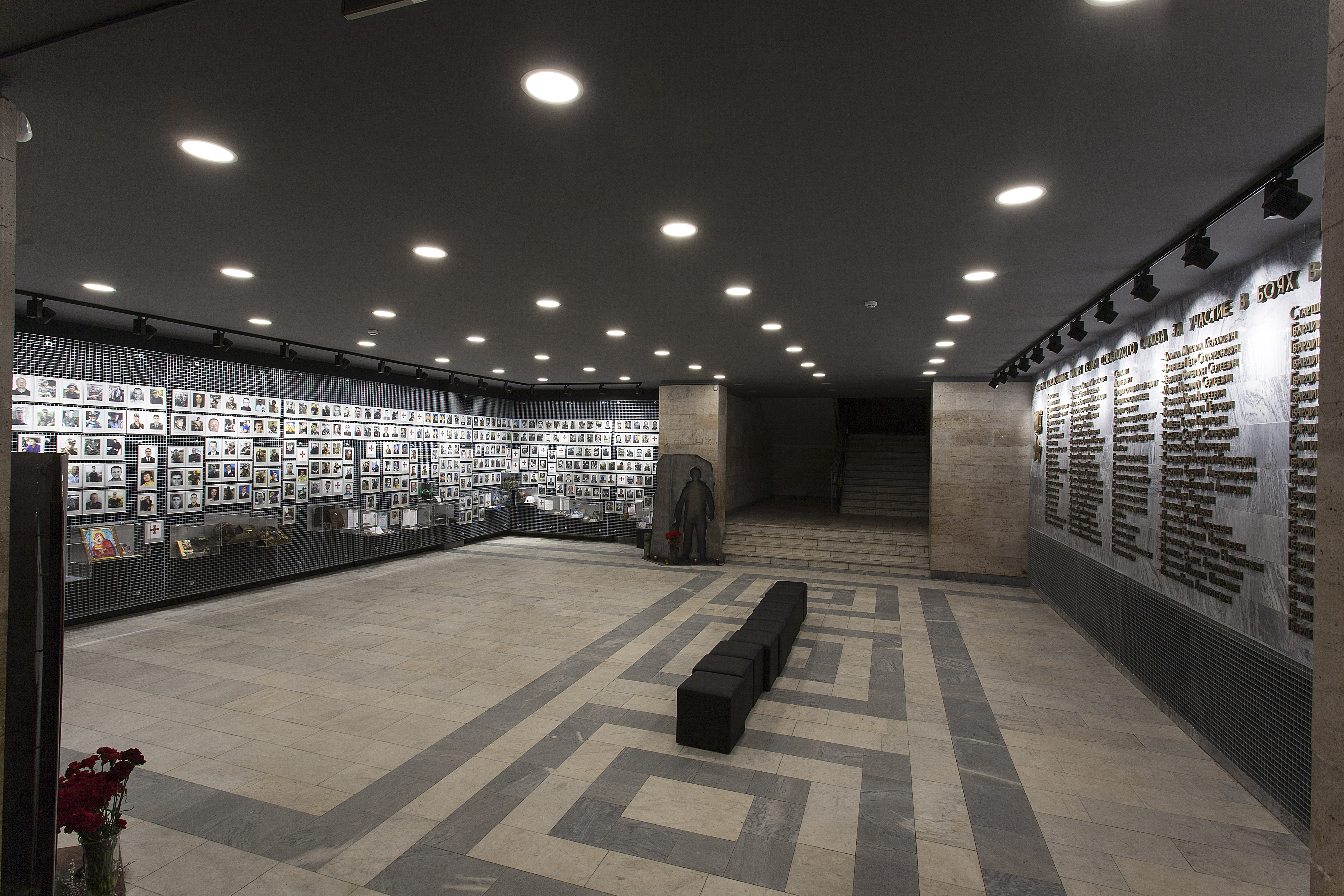
Зала пам'яті, 2017
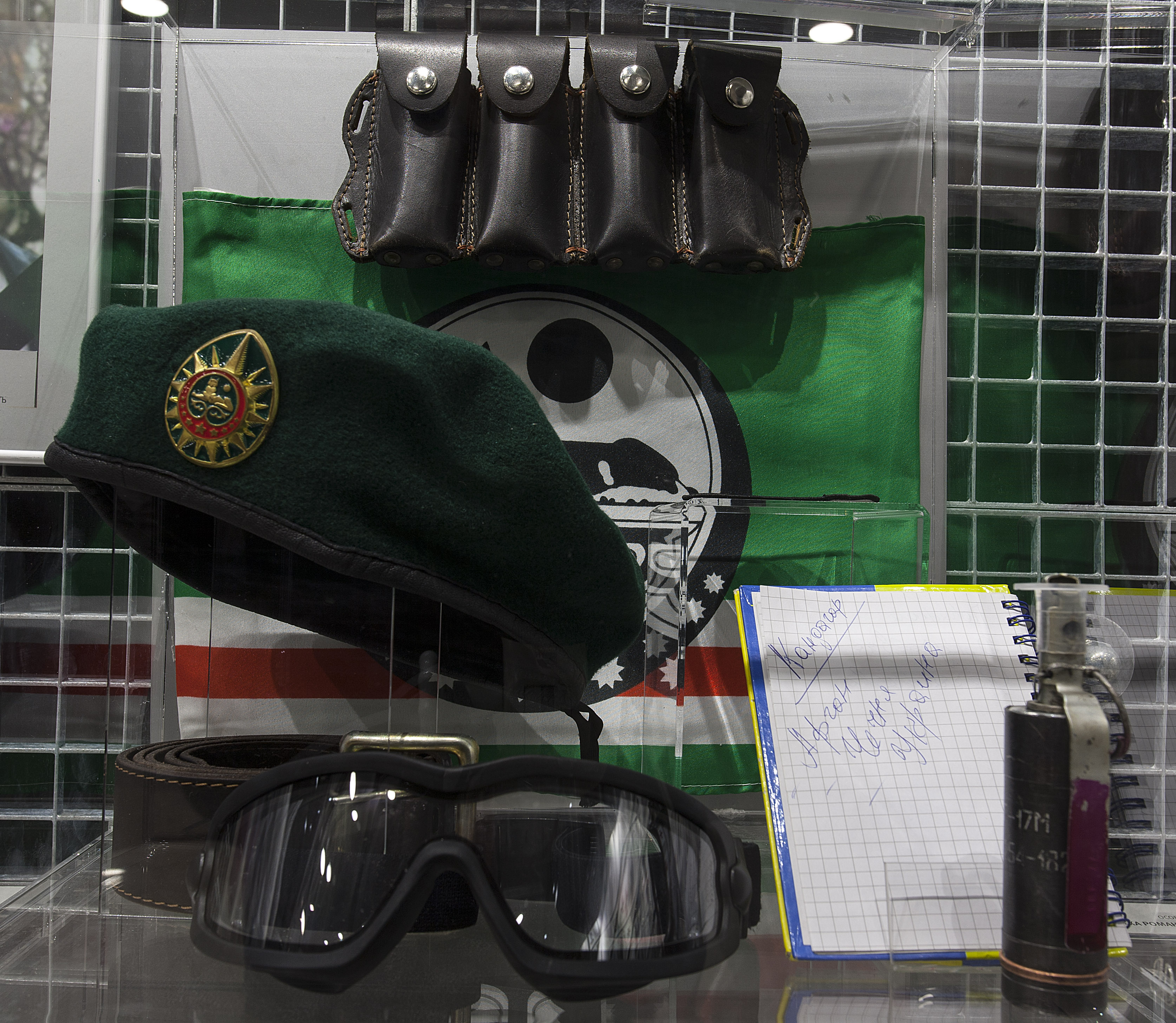
Іса Мунаєв, командир батальйону ім. Джохара Дудаєва, особисті речі, 2017
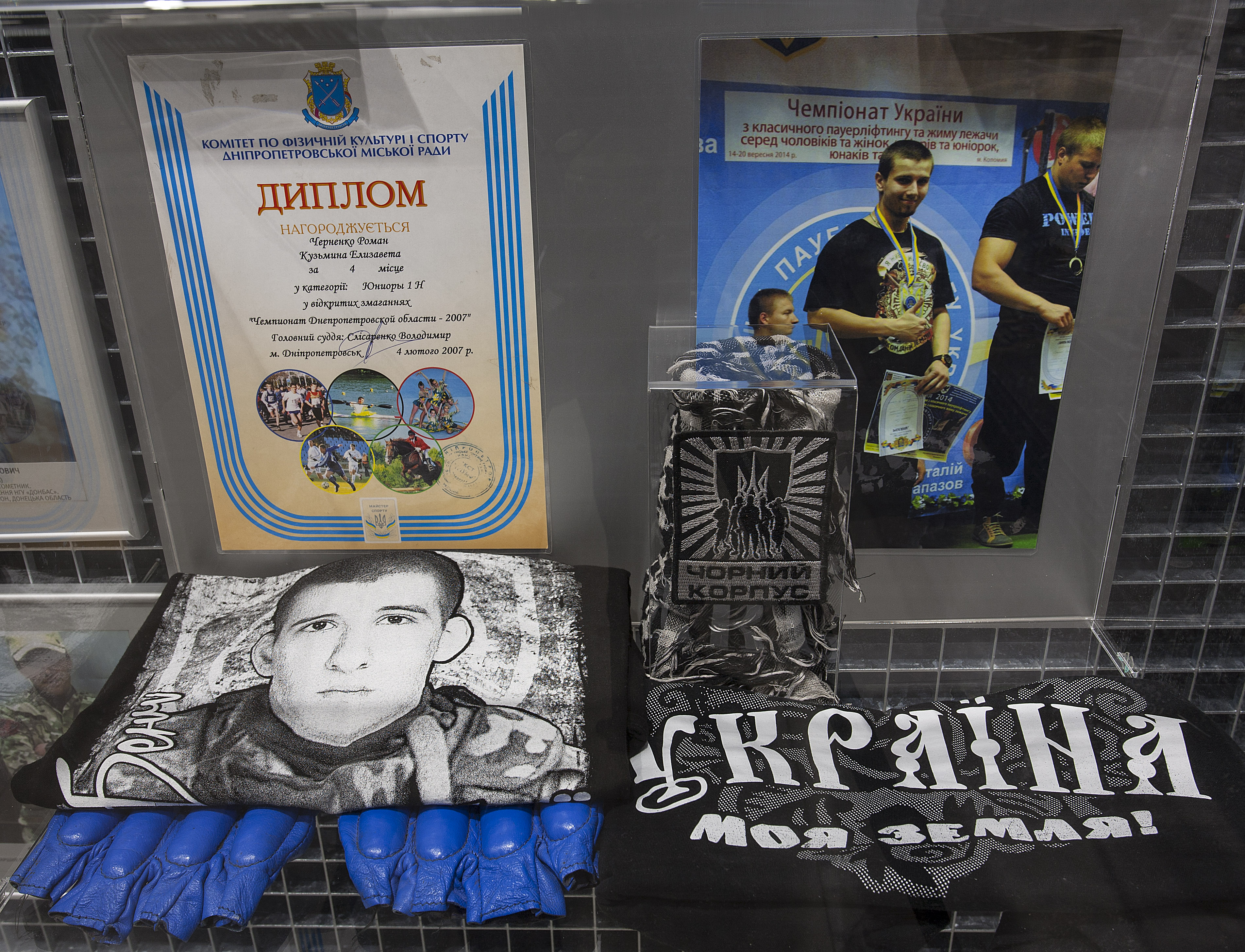
Черненко Роман, футбольний фанат "Дніпро" та боєць батальйону "Азов", особисті речі, 2017
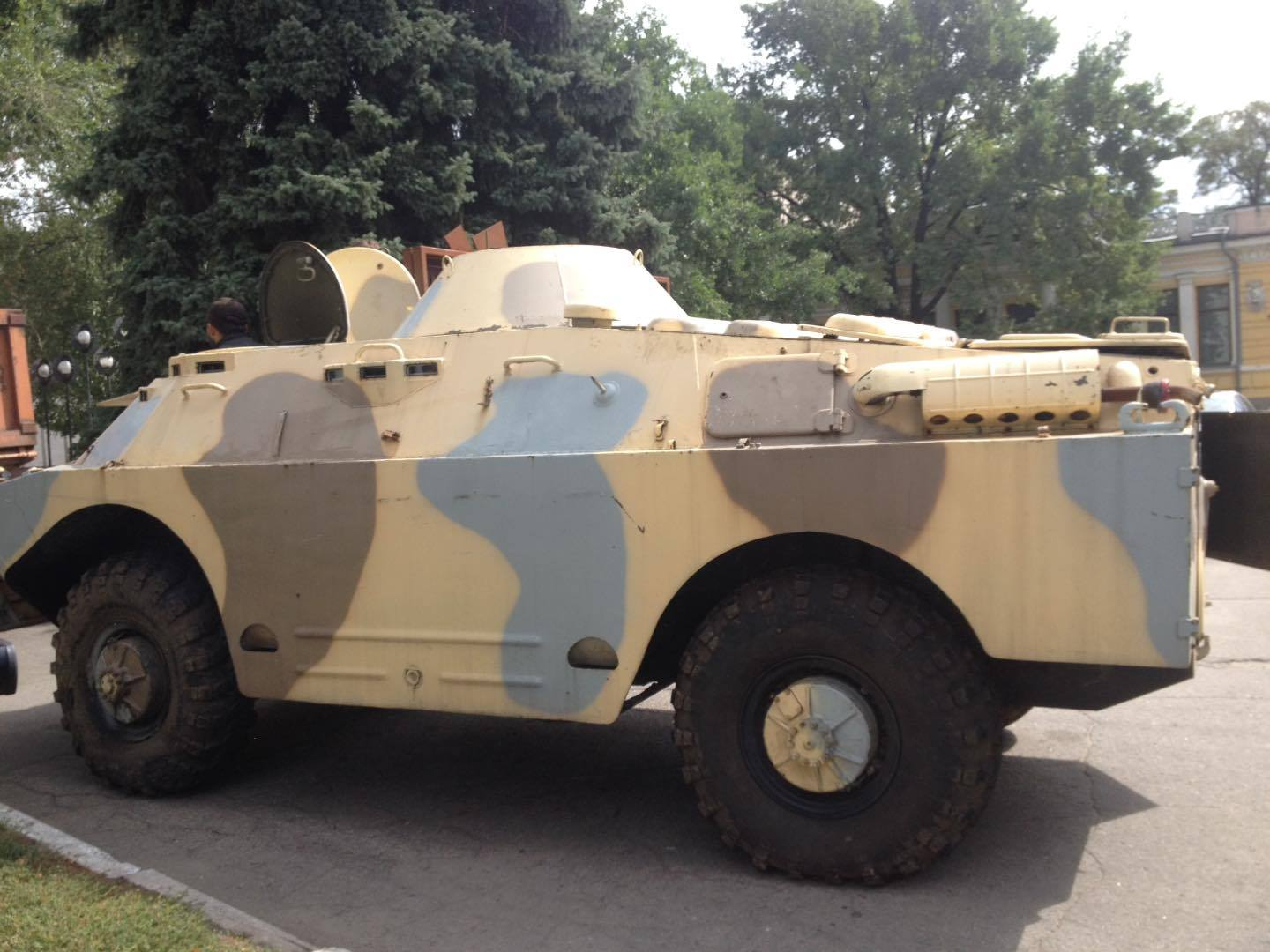
БРДМ-2 з Криму, 2017
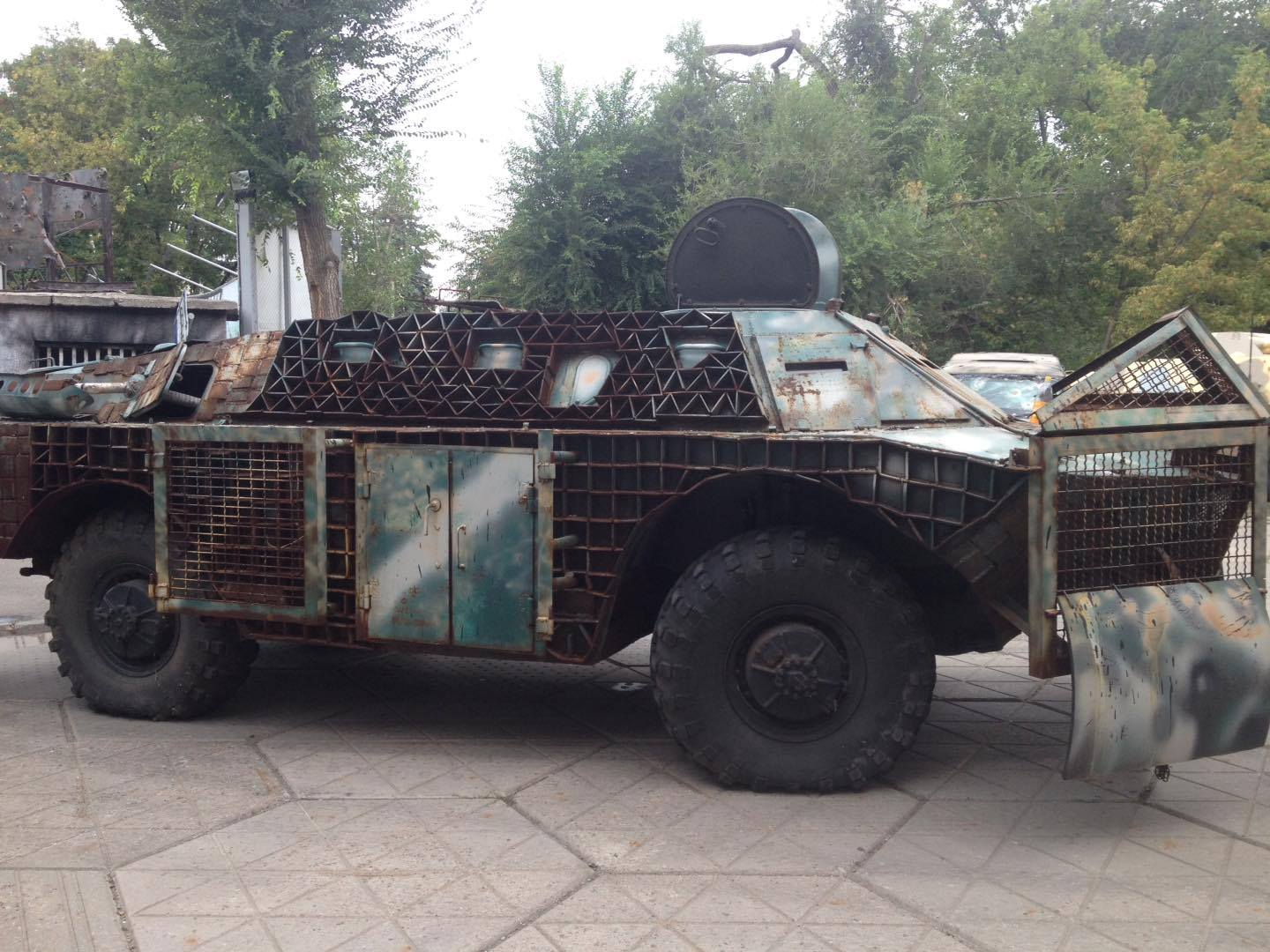
БРДМ-2, який належав "Батальйон міліції «Шахтарськ»", 2017
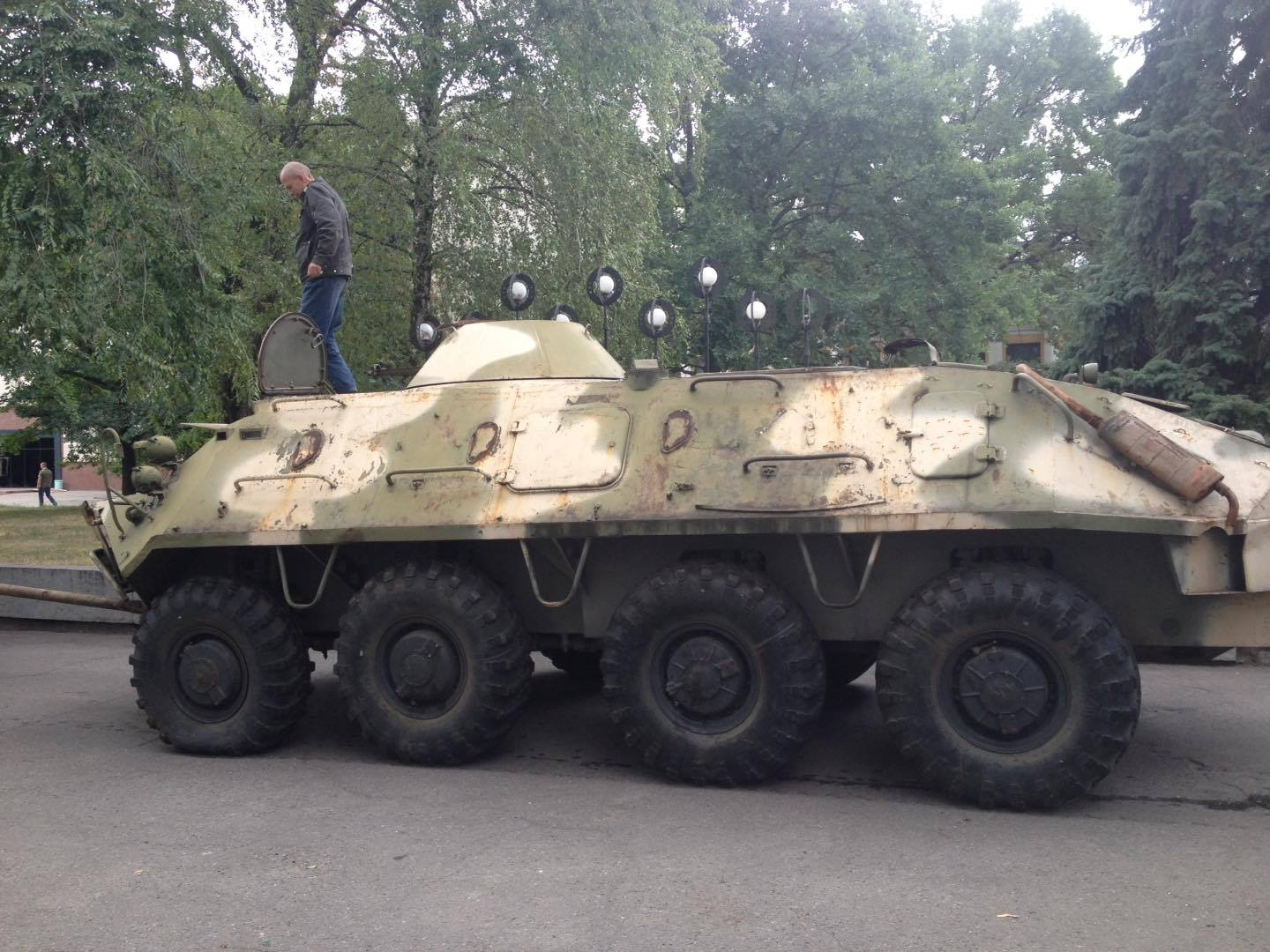
БТР - російський, захоплений бійцями ВСУ 24 серпня 2014 року під Іловайськом, 2017